# Myra Keaton
Pour les articles homonymes, voir Keaton (homonymie).
Myra Keaton (née Myra Edith Cutler, le 13 mars 1877 – décédée le 21 juillet 1955) est une actrice américaine de la période du cinéma muet, épouse de l'acteur Joe Keaton, et mère de Buster Keaton.

## Filmographie
- 1921 : Malec l'insaisissable (The Goat) de Buster Keaton et Malcolm St. Clair
- 1922 : Frigo à l'Electric Hotel (The Electric House) de Buster Keaton et Edward F. Cline (non créditée)
- 1935 : Palooka from Paducah de Charles Lamont : Ma Diltz
- 1935 : Way Up Thar : Maw Kirk
- 1937 : La Roulotte d'amour (Love Nest on Wheels) de Charles Lamont et Buster Keaton : La mère d'Elmer